# Karabin LR-300
LR-300 – amerykański karabin automatyczny produkowany przez firmę Z-M Weapons, opracowany jako modernizacja karabinka M4.
Główną różnicą pomiędzy LR-300 a M4 jest ulepszony system układu gazowego, w którym pozbyto się zamontowanego na stałe sprężynowego tłoka, umożliwiając składanie kolby. LR posiada także zmodyfikowany mechanizm odrzutu, dzięki czemu jest celniejszy niż jego protoplasta (prawie zerowe poderwanie lufy).
LR-300 wyposażony został w przedłużoną szynę Picatinny na pokrywie komory zamkowej, co umożliwia zamontowanie celownika optycznego lub kolimatorowego i dodatkowe szyny po bokach i pod lufą dzięki którym możliwe jest zamontowanie różnorakiego sprzętu (laserowy wskaźnik celu, oświetlenia taktycznego czy granatnika M203). Konstrukcja umożliwia prowadzenie ognia ciągłego, pojedynczego oraz seriami trzy-strzałowymi.